# 벌교초등학교
벌교초등학교는 대한민국 전라남도 보성군 벌교읍 벌교리에 있는 공립 초등학교이다.
```
  벌교초교가                                      정기띤제석에 높이뜬해는
   우리들일천에 가슴에희망
   정의의나라에 새로운탑을
   깎아서세우는 우리벌교교
```

## 학교 연혁
- 1917년 4월 14일 벌교공립보통학교 개교
- 1938년 4월 1일 벌교남공립심상소학교로 개칭
- 1941년 4월 1일 벌교남공립국민학교로 개칭
- 1996년 3월 1일 벌교남초등학교로 개칭
- 1999년 3월 1일 현재 교명으로 변경
- 2015년 3월 1일 제석분교장 통합
- 2018년 9월 1일 제21대 김미애 교장 부임
- 2021년 1월 11일 제96회 졸업(졸업생 45명, 총계 18,817명)
- 2025년 3월 1일 장도분교장 통합

## 참고 자료
- 벌교초등학교 - 한국교육학술정보원 학교알리미